# Tempo di Roma
Tempo di Roma is een roman van de Belgische schrijver Alexis Curvers uitgegeven in 1957 en later in 1963 verfilmd door Denys de La Patellière.

## Verhaal
In de Tweede Wereldoorlog komt een jonge arbeider aan in Rome. Hij trekt in in een klein appartement en leert langzaam de stad kennen door eropuit te trekken met een toeristische gids. Hij raakt ook verzeild in een relatie met een dame en vriend. Hij valt in de handen van een buitenissige kardinaal.

## De film
- Regisseur : Denys de La Patellière
- Scenario : Diego Fabbri en Albert Valentin
- Genre : Komedie
- In de bioscoop : 18 januari 1963
- Duur : 1h33

### Personages
- Charles Aznavour : Marcello
- Arletty : La marquise, De markies
- Gregor von Rezzori
- Marisa Merlini : Pia
- Serena Vergano : Geronima
- Monique Bertho : La prostituée, De prostitué